# Nowa Wieś (Nasielsk)
Nowa Wieś (dawn. Nowawieś) – część miasta Nasielsk w Polsce położona w województwie mazowieckim, w powiecie nowodworskim, w gminie Nasielsk.
W latach 1975–1998 miejscowość administracyjnie należała do województwa ciechanowskiego.